# Santa Rosa Island Archeological District
Le Santa Rosa Island Archeological District est un district historique américain dans le comté de Santa Barbara, en Californie. Situé sur l'île Santa Rosa, dans le parc national des Channel Islands, il est inscrit au Registre national des lieux historiques depuis le 18 juillet 2022.